# Forêt nationale de Piraí do Sul
 (avril 2020).
La forêt nationale de Piraí do Sul (portugais : Floresta Nacional de Piraí do Sul) est une forêt nationale brésilienne. Elle se situe dans la région Sud, dans l'État du Paraná.
Le parc fut créé en 2004 et couvre une superficie de 124,8 hectares.
Il s'étend sur le territoire de la municipalité de Piraí do Sul.